# Evropska zastava
Evrópska zastáva je sestavljena iz kroga dvanajstih zlatorumenih petkrakih zvezd na modri podlagi, ki predstavljajo popolnost, celovitost in enotnost ter ni povezano s številom držav članic, torej se ne spreminja glede na širitev Unije.
Čeprav zastavo navadno povezujejo z Evropsko unijo, jo je prvotno sprejel Svet Evrope, ki jo je izrecno namenil predstavljanju Evrope kot celote, ne pa katere posamične organizacije, kot sta Evropska unija ali Svet Evrope. Pogosto se uporablja za označitev držav evroobmočja, bolj ohlapno pa predstavlja Evropo kot celino ali evropske države, neodvisne od teh ustanov, v času športnih dogodkov, pa tudi kot prodemokratična zastava v državah zunaj Evropske zveze.
Zastavo sta leta 1955 oblikovala Arsène Heitz in Paul M. G. Lévy za Svet Evrope kot njihov simbol; Svet Evrope je ob tem pozval tudi druge organizacije, naj jo sprejmejo. Leta 1985 jo je na pobudo Evropskega parlamenta sprejela Evropska gospodarska skupnost, predhodnica Evropske zveze. Po njej so se delno zgledovale tudi zastave nekaterih drugih evropskih ustanov ali držav, pri katerih je bila Evropska zveza bolj udeležena (kot recimo Bosna in Hercegovina ali Kosovo).
EU je podedovala uporabo emblema, ko je bil ustanovljen leta 1993, saj je bila od 1. decembra 2009 (datum začetka veljavnosti Lizbonske pogodbe) naslednica Evropske skupnosti (ES). ES je zastavo uradno uporabljala od devetdesetih let dvajsetega stoletja, vendar v nobeni od pogodb EU ni nikoli dobila uradnega statusa. Njeno sprejetje kot uradni simbol EU je bilo načrtovano v okviru predlagane evropske ustave iz leta 2004, ki pa ni bila ratificirana leta 2005.

## Blazon
Blazon, ki ga je leta 1996 izdala EU, opisuje zasnovo: "Na modrem polju krog dvanajstih zlatih kefljev, katerih konice se ne dotikajo."

## Zgodovina
Iskanje simbola se je začelo v letu 1950, ko je bil  vzpostavljen Odbor z namenom preučitve vprašanja o zastavi Evrope. Ob več različnih predlogih se je pojavila jasna tema zvezd in krogov. Grof Richard Nikolaus von Coudenhove-Kalergi je predlagal, naj se sprejme zastava njegove Mednarodne panevropske zveze, ki jo je že sprejela Evropska parlamentarna zveza. Zaradi simbola križa, ki je bil prisoten na tej zastavi, je bil predlog zavrnjen s strani Turčije, članice Sveta Evrope od leta 1949. Kalergi je, da bi premostil muslimanske očitke, zatem predlagal, da bi se križu na zastavi dodal polmesec. Drugi predlog je bila zastava Evropskega gibanja, na kateri se je nahajal velik zelen E na belem ozadju. Naslednja oblika zastave je bila predlagana na osnovi olimpijskih krogov: osem srebrnih obročev na plavem ozadju; zavrnjena je bila zaradi podobnosti obročev s klicem, verigo oz. ničlami. En predlog je podal obliko velike rumene zvezde na plavi podlagi, vendar je bil zavrnjen zaradi podobnosti s tako imenovano teksaško Burnetovo zastavo in zastavo Belgijskega Konga.
Posvetovalna skupščina je skrčila predloge na dva dizajna. Eden je bil od Salvadorja de Madariage, ustanovitelja College of Europe, ki je predlagal konstelacijo zvezd na plavem ozadju (pozicioniranih glede na glavna mesta držav članic, z večjo zvezdo za Strasbourg, sedež Sveta Evrope). Ob kroženju zastave po več glavnih mestih Evrope je njena zasnova dobila podporo. Drugi predlog, varianta prvega predloga, je bil podan s strani Arsèna Heitza, ki je delal na poštnem uradu Sveta Evrope in je za to izdelal in poslal več dizajnov. S strani skupščine sprejeta oblika zastave je bila podobna Madariagovi, vendar so bile zvezde razporejene v krog namesto v konstelacijo. Izbrana Heitzova zastava je imela petnajst zvezd, ki so predstavljale število držav članic Sveta Evrope, kljub temu jo je skupščina predlagala Svetu, da jo sprejme.
Odbor ministrov, glavno telo Sveta Evrope, se je strinjalo s skupščino, da bi morala imeti zastava krog zvezd, vendar se je na koncu število zvezd s petnajstih zmanjšalo na dvanajst. Paul M. G. Lévy je narisal natančno obliko nove zastave, kot jo poznamo danes. Parlamentarna skupščina Sveta Evrope jo je odobrila 25. oktobra 1955. Sprejeta je bila 8. decembra 1955, odkrita na gradu Château de la Muette v Parizu 13. decembra.
- Neuspešni predlogi
- Prvotna zastava Panevropske zveze
- Prvotna zastava Evropskega gibanja

## Oblika
Zastava je pravokotna, njeno razmerje med širino in dolžino je dva proti tri. Dvanajst zlatih (ali rumenih) zvezd je centrirano v krogu polmera tretjine širine na temno plavem ozadju. Vse zvezde imajo pet krakov, so pokončne (z enim krakom v zgornjem in dvema v spodnjem položaju), enakomerno razporejene glede na položaj ur na urini številčnici. Vsak zvezdin polmer je enak eni osemnajstini širine.

### Število zvezd
Število zvezd na zastavi je stalno dvanajst in ni povezano s številom držav članic Evropske zveze, čeprav jih je le ta imela v času od 1986 do 1994. Prvotno je zastava predstavljala Svet Evrope, ki je imel leta 1953 petnajst članic; predlagano je bilo, da bi bodoča zastava imela po eno zvezdo za vsako članico, število zvezd se ne bi spreminjalo glede na širitev organizacije. Temu je nasprotovala Zahodna Nemčija ob dejstvu, da je ena od članic bila tudi sporno ozemlje Posarja, s tem pa bi pomenilo tudi njegovo suverenost. 12 je bila nazadnje sprejeta kot število brez političnega prizvoka, kot simbol popolnosti in celovitosti.

### Marijina razlaga
Zastava spominja na dvanajst-zvezdno avreolo Device Marije, kot je opisana v Knjigi razodetja, poslednji knjigi Svetega pisma.
Na nebu se je prikazalo veliko znamenje: žena, ogrnjena s soncem, in luna pod njenimi nogami, na njeni glavi pa venec dvanajstih zvezd.— Knjiga razodetja 12,1
Uradni organi Evropske zveze ne upoštevajo svetopisemske razlage kot mita. Oblikovalec zastave, Arsène Heitz, je kljub temu priznal, da je bil ta mit vir navdiha. Poleg tega je 21. oktobra 1956 Svet Evrope predstavil mestu Strasbourg, uradnemu sedežu Sveta Evrope, vitraž blagoslovljene Device Marije pariškega slikarja Maxa Ingranda za katedralo Notre-Dame de Strasbourg, ki prikazuje Devico Marijo pod krogom dvanajstih zvezd na temno plavi podlagi. Celotno oblikovano podobo je navdihnil prapor
Congrégation Mariale des Hommes, dvanajst zvezd se nahaja na kipu znotraj katedrale, ki ga časti kongregacija (dvanajst je tudi število članov Sveta kongregacije).
Mit se je razvil okoli Paula Lévyja, Belgijca židovskega rodu, ki je obljubil, da se bo, če bo preživel vojno, spreobrnil v krščanstvo in postal katolik. Ob ustanovitvi Sveta Evrope je Lévy postal vodja Oddelka za kulturo. Leta 1952 je ob razpravi o ideji evropske zastave podprl sprejetje zastave Panevropske zveze, vendar so jo socialisti in predstavniki Turčije zaradi simbola križa v sojem dizajnu zavrnili kot preveč krščansko. Domnevno je Lévy nekega dne šel mimo kipa Device Marije z avreolo zvezd, ko ga je zadelo z načinom, kako zvezde odražajoč sonce žarijo na plavem nebu. Kasneje je obiskal grofa Benvenutija, beneškega krščanskega demokrata, tedanjega generalnega sekretarja Sveta, in namignil, da bi moral predlagati dvanajst zlatih zvezd na plavem ozadju kot motiv za zastavo Evrope. Kljub temu, ideja za obliko zastave je prišla od Arsèna Heitza in ne Lévyja, ob tem je Lévy izjavil, da je bil zgolj informiran glede povezave s Knjigo razodetja, ko je bila zastava izbrana.
Datum, ko je bila zastava sprejeta, 8. december 1955, sovpada s katoliškim praznikom češčenja brezmadežnega spočetja Device Marije, ki ga je 8. decembra 1854 razglasil papež Pij IX.